# Министерство культуры Латвии
Министерство культуры Латвийской Республики (латыш. Latvijas Republikas Kultūras ministrija) является ведущим государственным органом в сфере культуры. Министерством культуры на политическом уровне руководит министр культуры.
Министерство культуры было создано в 1990 году в первом правительстве (Совете министров) Латвийской Республики после провозглашения Декларации о восстановлении независимости Латвии, вместо ранее существовавшего Комитета по культуре при Совете министров Латвийской ССР.
Функции и задачи министерства регламентируются его Положением. Оперативной работой министерства руководит государственный секретарь. Основные задачи государственного секретаря — разработка отраслевой политики и стратегии развития организаций культуры и отрасли в целом, реализация политики в области культуры, управление административной работой учреждений культуры и организация исполнения функций министерства.

## Структура[2]
В Министерстве культуры имеется три департамента: культурной политики, общественной интеграции и департамент фондов ЕС.

### Отделы
- Отдел авторских прав
- Отдел международного сотрудничества и европейской политики
- Отдел медийной политики
- Отдел бюджета
- Отдел инвестиций и проектов
- Отделы, обеспечивающие хозяйственную деятельность министерства (связи с общественностью, бухгалтерия, ИТ, делопроизводства, юридический, хозяйственный)

### Отрасли
- Библиотеки
- Музеи
- Музыка
- Визуальное искусство
- Дизайн
- Народное искусство
- Театр
- Литература
- Кино
- Образование в области культуры
- Авторские права
- Архитектура
- Охрана памятников
- Архивы
- Общественная интеграция и медийная политика

## История[2]
Как отдельное учреждение госуправления Министерство культуры Латвийской ССР было создано 15 мая 1953 года.
Первое Министерство культуры восстановившей независимость Латвии возглавил композитор Раймонд Паулс, который в качестве министра был вынужден пойти на ряд непопулярных шагов — в частности, ликвидацию Театра оперетты и Театра юного зрителя (1992).
При реформе госуправления в августе 1993 года министерство было ликвидировано и присоединено к Министерству образования и науки, но уже через год — в сентябре 1994 года — восстановлено и более не упразднялось.
Крупнейшим проектом начала 1990-х годов стала реконструкция Латвийской Национальной оперы.
Тогда же появилась идея сооружения «Замка света» — нового здания Латвийской Национальной библиотеки, которая была реализована только в 2008—2013 годах.
29 июля 2014 года Кабинет министров поддержал семилетний проект развития культуры «Созидающая Латвия», в котором названы 4 приоритета:
- сохранение и развитие культурного капитала и сотрудничество с общественностью в культурных процессах;
- созидание в процессе пожизненного образования и культурное образование, ориентированное на рынок труда,
- конкурентоспособная индустрия культуры и творчества;
- доступность услуг культурной сферы и территорий для творчества.

## Финансирование культуры
Все учреждения культуры Латвии существуют с помощью бюджетных дотаций, которые только у театров составляют менее 50 % доходов. У музеев доля собственных доходов составляет 24,4 %, а у библиотек — всего 6,5 %. Концертные организации обеспечивают себя на 30,7 %, академический хор «Латвия» — на 15,3 %.
Малые проекты в области культуры поддерживает государственный Фонд культурного капитала, который выполняет функцию администрирования проектов, а также привлекает средства меценатов. В 2016 году Фонду выделено из бюджета 9 миллионов 588 тысяч 542 евро, меценатами — 990 тысяч.
Охрана памятников культуры получает софинансирование из фондов Евросоюза. С 2007 по 2013 год на эти цели было выделено 37,1 млн евро, тогда как в 2013—2015 годах Государственная инспекция по охране памятников освоила лишь 2,27 млн евро. Основная часть средств была израсходована на три объекта — рижский Домский собор, Музей литературы и музыки и Латвийский национальный художественный музей. Доступные для владельцев остальных памятников 11,5 млн евро из европейских фондов были предоставлены на реализацию 32 проектов. Однако по результатам ревизии в 2016 году Государственный контроль пришёл к выводу, что государственная политика в области охраны памятников культуры чётко не определена, реализуется непоследовательно, поэтому общество не может быть уверено в сохранении культурно-исторических ценностей.
Культуру также поддерживают частные благотворительные фонды — мецената Бориса Тетерева, банков ABLV и Rietumu, семейный фонд предпринимателя Александра Милова LNK Charity Fund и другие.

## Политика интеграции
Когда Народный фронт Латвии выдвинул идею восстановления независимости республики, одной из основных концепций движения была «Латвия — наш общий дом», что предусматривало создание единой нации без различия национальностей. Поэтому в первом правительстве, созданном победившим на выборах 1990 года НФЛ, был организован Секретариат министра по особым поручениям по делам интеграции на правах министерства.
В 2002 году Латвийская Первая партия предлагала создать отдельное министерство по делам интеграции, чтобы преодолеть раскол латвийского общества по национальному признаку.
В 2011 году политика интеграции была передана в ведение Минкульта от Министерства юстиции.
Были утверждены основные положения политики интеграции, предусматривающие действия по освоению латышского языка, программ гостевых семей; возобновлена финансовая помощь государства неправительственным организациям зарубежной латышской диаспоры.
Под руководством министра Сармите Элерте была разработана государственная программа интеграционной политики на 2012—2018 гг.
В 2013 году при Министерстве культуры создан Консультативный комитет по делам нацменьшинств, в который вошли два десятка представителей общественных организаций, в том числе Латвийского общества русской культуры, Союза белорусов Латвии, Латвийского украинского объединения, Общины латвийской литовской молодёжи и т. д.

## Здание министерства[2]
Здание в Риге на ул. Кришьяня Валдемара, 11А, построено в 1873 году как жилой дом местного архитектора, балтийского немца Генриха Шеля (1829—1909), по его собственному проекту. Оно выполнено в ренессансных формах с элементами эклектики, с небольшим палисадом на стороне ул. Пумпура; ансамбль довершает стилистически похожие на здание забор и богато украшенная конюшня.
В начале XX века владельцы здания часто менялись. В 1905 году здание перестроил архитектор Август Рейнберг, в 1936-м — Александр Бирзниекс.
В 1922—1940 годах в здании располагалась резиденция министра иностранных дел Латвии. Здесь жили Зигфрид Анна Мейеровиц, Вильгельм Мунтерс и другие министры. В советское время в здании располагалось Общество дружбы с соотечественниками за рубежом.
С 1992 года здание передано Министерству культуры.